# Głąbik (jezioro)
Głąbik – jezioro w woj. warmińsko-mazurskim, w powiecie szczycieńskim, w gminie Jedwabno. Wędkarsko jest to jezioro linowo-szczupakowe. Jezioro jest hydrologicznie zamknięte.

## Opis
Jeziorko wydłużone ze wschodu na zachód. Koło południowego brzegu leży mała wyspa. Brzegi są płaskie tylko w części północnej, zachodni brzeg jest wysoki i stromy. Od północy i wschodu jezioro otacza las, z innych stron łąki i pola uprawne. Okolica jest górzysta i pagórkowata.
Dojazd ze Szczytna drogą krajową nr 58 w stronę Nidzicy, jezioro znajduje się w połowie drogi między Nartami, a Jedwabnem po lewej stronie szosy.

## Dane morfometryczne
Powierzchnia zwierciadła wody według różnych źródeł wynosi od 10,0 ha.
Zwierciadło wody położone jest na wysokości 136,4 m n.p.m.
Średnia głębokość jeziora wynosi 1,6 m, natomiast głębokość maksymalna 3,7 m.

## Hydronimia
Według urzędowego spisu opracowanego przez Komisję Nazw Miejscowości i Obiektów Fizjograficznych (KNMiOF) nazwa tego jeziora to Głąbik. W różnych publikacjach i na mapach topograficznych jezioro to występuje pod nazwami Jedwabskie, bądź Jedwabnowskie lub Gębik.